# Quadrupelconcert (Badings)
Het Quadrupelconcert in Es groot is een compositie voor saxofoonkwartet (SATB) en harmonieorkest (symfonisch blaasorkest) van Henk Badings. Het is geschreven in opdracht van het Fonds voor de Scheppende Toonkunst op verzoek van het Brabants saxofoonkwartet. 
Het werk werd op cd opgenomen door het Brabants saxofoonkwartet (Jean Pennings, sopraansaxofoon; Hans de Jong, altsaxofoon; Ron Pat, tenorsaxofoon; René de Jong, baritonsaxofoon) en het Harmonieorkest van het Brabants Conservatorium in Tilburg onder leiding van Jan Cober in 1989.